# Noetherscher Normalisierungssatz
Der noethersche Normalisierungssatz (oder auch noethersches Normalisierungslemma) (nach Emmy Noether) ist eine Strukturaussage aus dem mathematischen Teilgebiet der kommutativen Algebra. In geometrischer Sprache besagt er, dass es von einem geometrischen Objekt stets eine Abbildung in einen affinen Raum gibt, deren Fasern endlich sind.
Dieser Artikel beschäftigt sich mit kommutativer Algebra. Insbesondere sind alle betrachteten Ringe kommutativ und haben ein Einselement. Für weitere Details siehe Kommutative Algebra.

## Formulierung
Es sei {\displaystyle k} ein Körper und {\displaystyle A} eine {\displaystyle k}-Algebra endlichen Typs. Dann gibt es algebraisch unabhängige Elemente {\displaystyle x_{1},\ldots ,x_{n}\in A}, so dass {\displaystyle A} eine endliche {\displaystyle k[x_{1},\ldots ,x_{n}]}-Algebra, also ganz über {\displaystyle k[x_{1},\ldots ,x_{n}]} ist. Man kann für {\displaystyle n} den Transzendenzgrad {\displaystyle \operatorname {Trg} (A\colon k)} wählen.
Dabei bedeutet „algebraisch unabhängig“, dass der Homomorphismus
{\displaystyle k[X_{1},\ldots ,X_{n}]\to A,\quad X_{i}\mapsto x_{i}}
aus dem Polynomring {\displaystyle k[X_{1},\ldots ,X_{n}]} nach {\displaystyle A} injektiv ist.